# Benjamin Crémieux

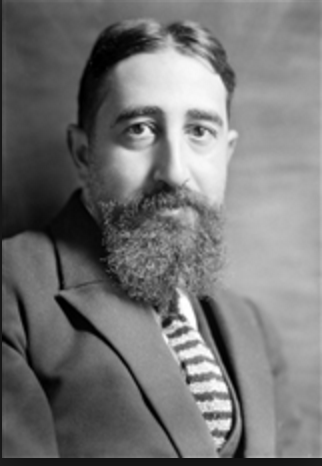
Crémieux, 1943

Benjamin Esdras Crémieux, född 1 december 1888 i Narbonne, död 14 april 1944 i koncentrationslägret Buchenwald, var en fransk författare och litteraturhistoriker. 
Crémieux härstammade från en fransk medeltida judisk familj. Under första världskriget tjänstgjorde han i den franska armén och sårades då tre gånger. Efter detta krig utbildade han sig i litteraturhistoria och disputerade 1928 till doktorsgraden med en avhandling om den italienske författaren Luigi Pirandello. Han översatte också flera av Pirandellos verk till franska. 
Crémieux utsågs till generalsekreterare för Franska Institutet i Florens och generalsekreterare för franska PEN-klubben. 
Hans mest välkända arbeten är Le vingtième siècle (1924), essäer om skilda historiska författare, och Inventaires; inquiétude et reconstruction (1931), en essä om litteratur efter första världskriget. I sin enda novell, Le premier de la classe (1921), berättar Crémieux om den unge Blum, sonen till en judisk skräddare, som förblir lojal med sina anfäder. Efter Nazitysklands ockupation av Frankrike 1940, anslöt sig Crémieux till den franska motståndsrörelsen och blev en av dess ledare i Maquis. 
Han tillfångatogs i april 1943 och satt först i franskt fängelse innan han fördes till koncentrationslägret Buchenwald där han avrättades den 14 april 1944. Han var gift med författaren Marie-Anne Comnène (1887–1978) och var far till journalisten Francis Crémieux (1920–2004).